# Halicyclops japonicus
Halicyclops japonicus – gatunek widłonoga z rodziny Halicyclopidae. Nazwa naukowa tych skorupiaków została opublikowana w 1956 roku przez japońskiego zoologa Takashiego Ito.